# 佐々木好
佐々木 好（ささき このみ、1959年12月8日 - ）は北海道札幌市出身のシンガーソングライター。札幌慈恵高校（現・札幌新陽高等学校）卒業。1982年2月にシングル「ドライヴ」、アルバム『心のうちがわかればいいのに』でCBS・ソニーよりメジャー・デビュー。

## 経歴
高校ではフォークソング部に在籍しており、その頃に自身初のオリジナル曲として作られた曲が、1stアルバム表題曲でもある「心のうちがわかればいいのに」。
1979年9月、CBS・ソニーオーディション’79に合格。作曲活動に専念するも、それまで就いていた建設会社の事務を辞めた途端、曲が作れなくなったため、以降は改めてアルバイトをしながら活動を続けた。
現在は活動していないが根強い人気で隠れファンが多く、その人たちの青春の思い出の曲となっている。2021年1月から、自身のTwitterで新曲を流している。

## ディスコグラフィー

### シングル
全作詞・作曲：佐々木好
1. ドライヴ（編曲：鈴木茂）（1982年2月）
（c/w）春（編曲：鈴木茂）
2. ストレート（編曲：鈴木茂）（1983年2月）
（c/w）雪虫（編曲：石川鷹彦※シングル・ヴァージョン）
3. 待ってたのに（編曲：国吉良一）（1984年3月）
（c/w）このまま通り（編曲：国吉良一）
4. あんた（編曲：鈴木茂）（1984年11月）
（c/w）ワインカラー（編曲：鈴木茂)
5. 表情音痴（編曲：鈴木茂）（1985年4月）
（c/w）ヤッシー（編曲：鈴木茂）
6. カッコ悪いね（編曲：星吉昭）（1987年5月）
（c/w）空白の時間（編曲：星吉昭）

### アルバム
1. 心のうちがわかればいいのに（1982年2月25日）-1991年6月15日再発
  1. ドライヴ
  2. 春
  3. 君と
  4. 飲もうよ
  5. 意図
  6. 今日はどんな日でしたか
  7. #4006
  8. 心のうちがわかればいいのに
  9. ちょっと2股
  10. 万感
2. にんじん（1983年1月21日）-1991年6月15日再発
  1. ストレート
  2. 残雪草
  3. カニさん卯月
  4. 21才
  5. 客観
  6. 終点駅
  7. You
  8. 雪虫
  9. 多分
  10. 以前
3. 雨天決行（1984年4月21日）
  1. 夜の風景
  2. 恋です
  3. 待ってたのに
  4. ワルツ
  5. 瞳
  6. 本日も晴天なり
  7. このまま通り
  8. セブン・スター
  9. ゆき
  10. 浅草にて
4. 暖暖（1985年4月21日）
  1. デッキシューズ
  2. ワインカラー
  3. 案山子
  4. ヤッシー
  5. あんた
  6. 表情音痴
  7. 伊津子
  8. 笑う人
  9. 雨雪風
  10. 深く遠く続くよう
5. りらっくす（1987年6月21日）
  1. カッコ悪いね
  2. 1時間2時間いても
  3. じょうだんだよ
  4. ねぶた
  5. 動揺
  6. 春よ恋
  7. 11月の海
  8. 縄文
  9. 空白の時間